# D'aria e di musica
D'aria e di musica è un singolo di Renato Zero pubblicato nel 2006, quarto e ultimo singolo estratto dall'album Il dono.

## Tracce
Testi di Renato Zero, musiche di Maurizio Fabrizio
1. D'aria e di musica – 5:28